# Овчарство
Овчарство је грана сточарства која се бави узгојем оваца и њиховим искоришћавањем ради добијања вуне, млека и меса.
У том погледу издаваја се узгајање јагњади ради меса и оваца ради вуне.
Најпољовнији терени за овчарство су пашњаци и ливаде, са доста извора питке воде. Државе са највећим бројем оваца су Аустралија, Нови Зеланд, Кина, Русија, Аргентина, Јужноафричка Република и др.
У Србији, овчарска производња је мала и одвија се код сељака у малим стадима. Укупан број оваца у Србији се креће око 2 милиона грла.
Овце воде порекло од муфлона,степске аркар овце и аргали овце.
Што се тиче самих морфолошких промена, једна од најзначајнијих разлика између домаће овце и њених претходника или родоначелника јесте у промени длаке у вунско влакно.
Када су у питању морфолошке карактеристике сама подела се врши: 
- Према дужини и форми репа се деле на: краткорепе, дугорепе, маснорепе и маскотричне расе.
- Према особинама вуне се деле на:расе са фином вуном, средње фином, средње грубом и грубом вуном.

## Производни типови оваца
Према производним карактеристикама разликујемо расе за производњу вуне,млека меса, крзна, високо плодне расе и расе комбинованих двојних и тројних производних карактеристика.
У оквиру врсте оваца постоји 7 категорија:
- Јагње - младунче од рођења до залучења
- Шиљеже - подмладак,узраста од 6 до 12 месеци
- Двиска - женско грло од 12 месеци до првог јагњења
- Двизак - мушко грло од друге године живота до првог парења
- Овца - женско приплодно грло после првог јагњења
- Ован - мушко приплодно грло
- Шкопац - мушко кастрирано грло

## Тип оваца за производњу вуне
Ове овце одликује добро развијен костур и слабо изражене ширинске и дубинске мере трупа. Глава је највећим делом обрасла вуном,врат је средње дужине и доста танак.
Телесна маса оваца је 60 kg,а овнова 80 kg.
Спадају у средњостесане расе.
Годишње се од оваца добије 6кг вуне,а од овнова 8кг.
Представници ове врсте су мерино расе : рамбује,амерички рамбује,аустралијски мерино,ставропољски мерино,мерино арл и др.
- Процес добијања вуне
- Ставропољска мерино врста овце
- Маказе за стрижу (Пољопривредни музеј у Кулпину)
- Алати за чешљање вуне
- Ручно упредање помоћу вретена и преслице
- Механичко вретено или коловрат)
- Предиво добијено прерадом овчије вуне]

## Типови оваца за производњу меса
Одликују их раностасност и добре товне способности. Изражене су им дубинске и ширинске телесне мере. Типични представници су енглеске товне расе дуге и кратке вуне. Расе за производњу меса дуге вуне су: лестер, линкол, коцволд, ромни марш, шевиот. Телесна маса ових оваца је 100кг а овнова 160кг.
Расе оваца за производњу меса кратке вуне су: саутдаун, хемпшир и шромпшир. Телесна маса ових оваца је 70кг, а овнова 100кг.

## Типови оваца за производњу млека
Ове расе имају слабу аклиматизациону способност.
Најзначајнији представници су: источнофризијска и аваси овца.

## Тип оваца тројних производних својстава
То су каснорасне расе са ниском производњом. Одликује га снажан костур са слабо развијеним мишићима. Глава је дуга и узана.
Типичан представник је праменка.

## Тип оваца за производњу меса и вуне
Припадају разностраним расама. Добре су им изражене ширинске мере главе,врата,леђа,слабина,шапи и грудног коша. Вунска влакна су мало слабијег квалитета неголи код оваца за производњу вуне, искључиво.
Њихови најзначајнији представници су: мерино прекос, виртемберг и ил д франс.

## Тип оваца за производњу крзна
Ове овце су маснорепе и касностасне. За производњу крзна се користе тек ојагњена јагњад.
Каракул овца је најзначајнији представник овог типа.

## Тип високо плодних оваца
Имају способност да ојагње у једном јагњењу и преко 4 јагњета.
Представници ове високо плодне врсте су: романовска и финска овца.